# Sylvia Hanika
Sylvia Hanika (Monaco di Baviera, 30 novembre 1959) è una tennista tedesca.

## Biografia
Nel 1981 mancò di poco la vittoria all'Open di Francia 1981 - Singolare femminile dove Hana Mandlíková la batté in finale con 6-2 6-4. L'anno dopo vinse il torneo WTA Tour Championships sconfiggendo Martina Navrátilová (punteggio finale: 1–6, 6–3, 6–4)
Giunse ai quarti di finale all'Australian Open 1983 - Singolare femminile dove perse contro Kathy Jordan. 
In carriera vinse 6 titoli. Nel ranking raggiunse la 5ª posizione il 12 settembre del 1983.